# Грёнемайер, Герберт
Ге́рберт Грёнемайер (нем. Herbert Grönemeyer; род. 12 апреля 1956) — немецкий рок-музыкант и актёр. В Германии считается одним из самых популярных рок-певцов своего поколения, а во всём мире наиболее узнаваем по роли лейтенанта Вернера (корреспондента) в немецком кинофильме 1981 года «Подводная лодка» (нем. Das Boot).
По состоянию на середину 2010 года Грёнемайер — самый успешный музыкант своей страны с момента начала присуждения в Федеративной Республике Германия золотых дисков в 1975 году. Он являлся обладателем 67 золотых дисков за 13 миллионов проданных в стране альбомов. (До 1999 года золотой диск вручался за каждые 250 тысяч альбомов, до 2002 года за 150 тысяч, а теперь за 100 тысяч.) На втором месте был Фил Коллинз c 12,5 миллионами.

## Дискография
- Подробнее см.«Herbert Grönemeyer discography» в английском разделе.

### Студийные альбомы
- 1979: Grönemeyer
- 1980: Zwo
- 1982: Total egal
- 1983: Gemischte Gefühle
- 1984: 4630 Bochum
- 1986: Sprünge
- 1988: Ö
- 1990: Luxus
- 1993: Chaos
- 1998: Bleibt alles anders
- 2002: Mensch
- 2007: 12
- 2011: Schiffsverkehr
- 2012: I Walk
- 2014: Dauernd jetzt

## Фильмография
- См.«Herbert Grönemeyer § Filmography» в английском разделе.